# تینگو ماریا
تینگو ماریا (به اسپانیایی: Tingo María) یک شهر در پرو است که در Rupa-Rupa District واقع شده‌است.

## خواهرخوانده
شهر خوانخوی خواهرخواندهٔ تینگو ماریا هست.